# ژانگ هونگتائو
ژانگ هونگتائو (به انگلیسی: Zhang Hongtao) ژیمناست زادهٔ ۹ آوریل ۱۹۸۶ میلادی اهل کشور چین است.